# ميوا يوشيدا
ميوا يوشيدا (باليابانية: 吉田美和) (و. 1965 – م) هي مغنية، ومغنية مؤلفة، وعازفة الجاز، وملحنة، وشاعرة غنائية، من اليابان.

## التعليم
تعلمت في Hokkaido Obihiro Hakuyou High School ‏.

## وصلات خارجية
- ميوا يوشيدا على موقع IMDb (الإنجليزية)
- ميوا يوشيدا على موقع ميوزك برينز (الإنجليزية)
- ميوا يوشيدا على موقع أول ميوزيك (الإنجليزية)
- ميوا يوشيدا على موقع ديسكوغز (الإنجليزية)
- ميوا يوشيدا على موقع كينوبويسك (الروسية)